# Gymnázium Budějovická
Gymnázium Budějovická (oficiálně Gymnázium, Praha 4, Budějovická 680, zkráceně GYBU či GyBu) je gymnázium nacházející se v katastrálním území Michle na Praze 4. Škola patří svojí velikostí i počtem studentů k největším v Praze.
Od svého založení v roce 1958 vzdělávací ústav několikrát změnil název a formu vzdělávání:
- 1958–1961 33. jedenáctiletá střední škola v Praze 4, Budějovická ulice
- 1961–1971 Střední všeobecně vzdělávací škola, Budějovická 680, Praha 4 – Michle
- 1972–1994 Gymnázium v Praze 4, Michle – Budějovická 680
- 1995– Gymnázium, Praha 4, Budějovická 680

Gymnázium zřizuje Hl. m. Praha jako příspěvkovou organizaci s vlastní právní subjektivitou. Má status fakultní školy Přírodovědecké fakulty Univerzity Karlovy, Filozofické fakulty Univerzity Karlovy, Husitské teologické fakulty Univerzity Karlovy a Fakulty elektrotechnické ČVUT. Na škole probíhá výuka studijních oborů osmiletého všeobecného a šestiletého dvojjazyčného s vyučovacím jazykem českým a španělským (od roku 1990, první česko-španělské gymnázium v České republice), v minulosti se zde vyučoval i obor čtyřletý (do roku 2022). Ředitelem je od 1. srpna 2025 Jan Jícha.

## Historie

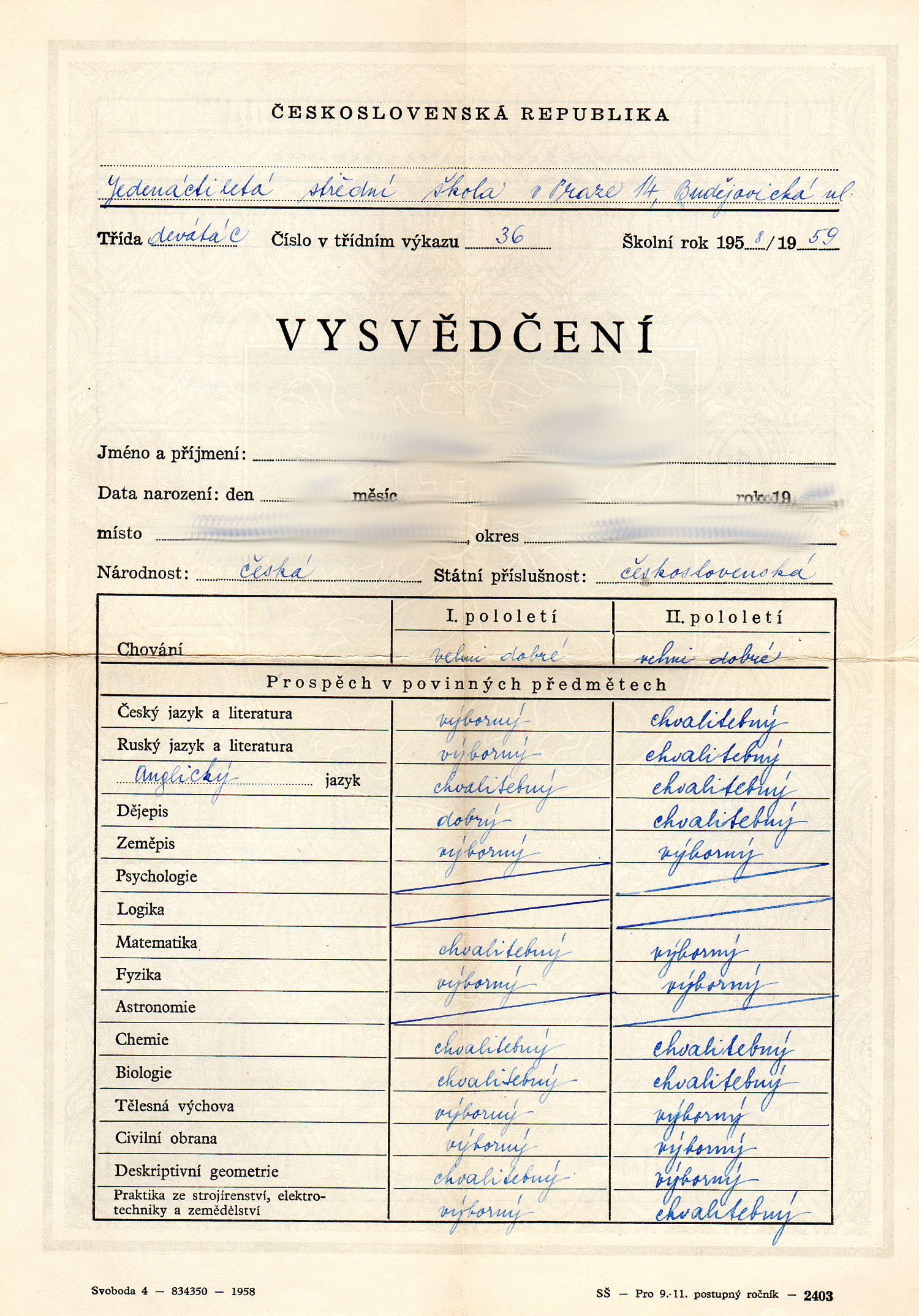
Vysvědčení žáka školy z roku 1958

### Jedenáctiletá střední škola
Místo, kde ulice Budějovická odděluje čtvrti Michle a Krč, bylo až do 50. let 20. století periferií Prahy. Planinu kolem v meziválečném období tvořila především pole, která částečně protkávala vilová zástavba. Během Květnového povstání se zde vedly tuhé boje mezi Pražany a východní skupinou jednotek SS KG Wallenstein, která proti Krči a Pankráci postupovala z jihu. Události konce války dodnes připomíná množství pomníčků a pamětních desek rozmístěných po okolí.
Mezi ulicemi Budějovická a U smyčky (dnes Jihlavská), kde dříve stávala nouzová dělnická kolonie Na kopečku, měla vzniknout i nová škola. Podle školského zákona z roku 1953 (č. 31/1953 Sb., o školské soustavě a vzdělávání učitelů) mělo mít nové vzdělávací zařízení status tzv. jedenáctileté střední školy (JSŠ). Jednalo se o vyšší všeobecné vzdělání s maturitou, které zahrnovalo osm let základního vzdělání a poslední tři roky byly pouze výběrové. Plány budovy vypracoval roku 1956 Gočárův žák architekt Bohumil Kříž. Dva roky poté – 30. srpna 1958 – zde byla otevřena za účasti delegace ze Švédska 33. jedenáctiletá střední škola v Praze 14 (nyní Praha 4), přičemž byl pořízen i první zápis do školní kroniky. Věrné svědectví z této doby podává film režisérů Ján Kadára a Elmara Klose Tam na konečné z roku 1957, kde blízké okolí budoucího gymnázia figuruje jako kulisa konečné stanice tramvaje.

### Střední všeobecně vzdělávací škola
V roce 1960 Národní shromáždění schválilo nový školský zákon (č. 186/1960 Sb., o soustavě výchovy a vzdělání). V rámci jeho účinnosti byl obnoven devátý rok na dosavadních osmiletých základních školách a jedenáctileté střední školy se přeměnily na tříleté střední všeobecně vzdělávací školy (SVVŠ). V září 1961 se pod hlavičkou SVVŠ Budějovická sloučily dosavadní školy Jeremenkova, Ohradní, Sdružení a Budějovická. V roce 1965 školu od severu obklopil sportovní areál, na jehož výstavbě se vedle tělocvikáře B. Ottomanského brigádnicky podíleli i žáci školy a jejich rodiče.
Proti vpádu vojsk Varšavské smlouvy se v září 1968 stávkovalo, studenti setrvávali ve škole a pořádali besedy. Rudé právo reagovalo připravovaným článkem o kontrarevoluční náladě a teprve po nátlaku rodičů se opět začalo s výukou. Několik učitelů bylo z politických důvodů propuštěno a ředitelka Jarmila Pelcová vedla školu, od roku 1972 prvně se statusem gymnázia, cestou normalizace.

### Gymnázium

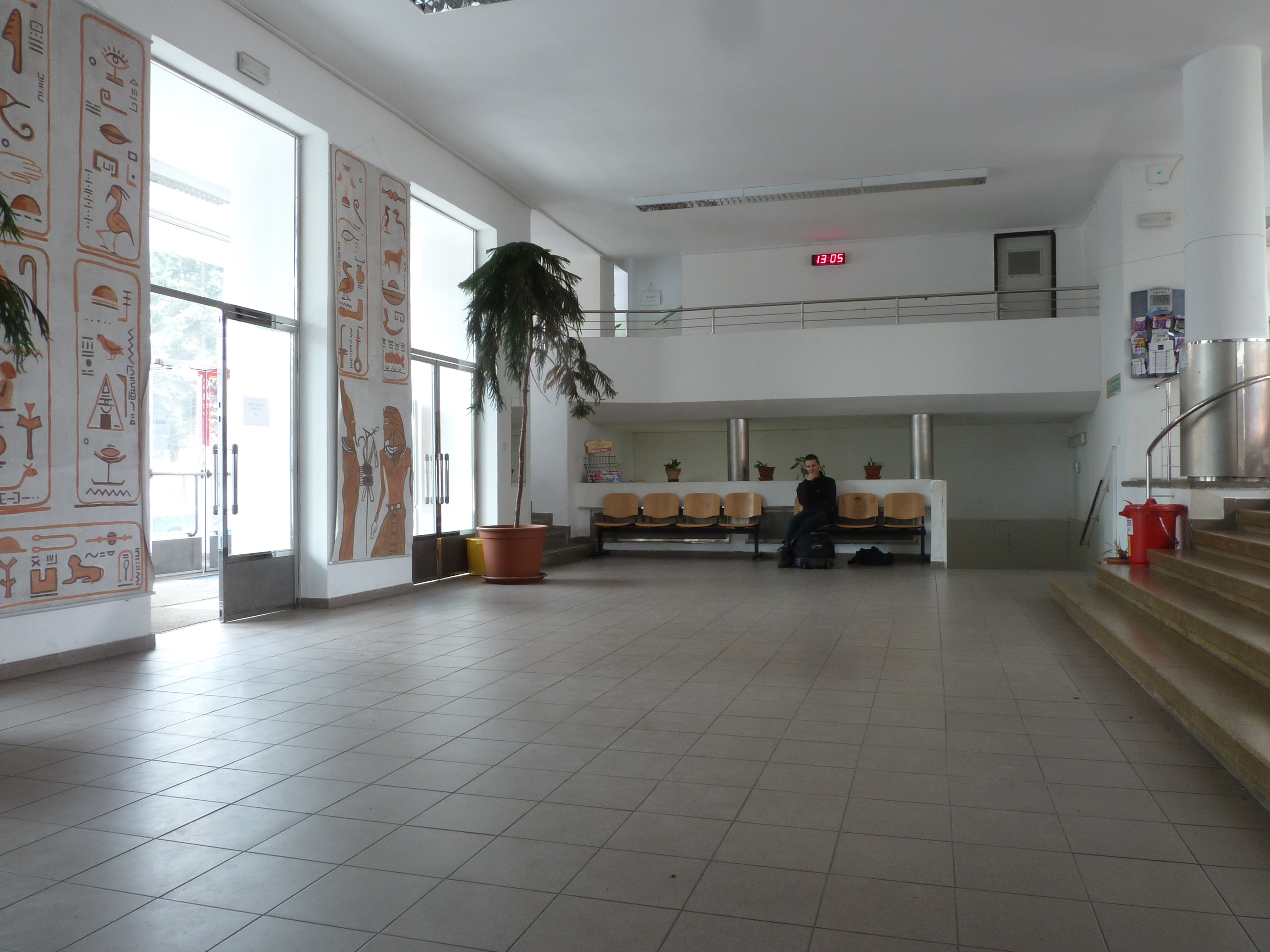
Vestibul gymnázia

Studenti se hojně věnovali i mimoškolním aktivitám – jezdili pracovat na chmelové brigády a vodácká soustředění, sázeli javorovou alej a pomáhali při otevření nedaleké stanice metra Budějovická. Školní sportovní týmy reprezentovaly institut na nejvyšších republikových soutěžích.
Roku 1972 byla s gymnáziem sloučena kunratická střední škola. V roce 1975 se do parku před školou přesunul od novostavby polikliniky pískovcový pomník barikádníka podle návrhu V. Bendy. Roku 1985 proběhlo sloučení s gymnáziem Modřany. Oslavy 30. výročí školy doprovodila vyznamenání učitelů a nový kovový plot kolem školního hřiště.
Polistopadové události znamenaly výrazný mezník v historii gymnázia. Bylo upuštěno od školních brigád, odborné předměty (stavebnictví, strojírenství, ekonomika, elektronika) zmizely ze školních osnov, divadelní pavilonek uvolnil místo fitcentru. Přestavby a rekonstrukce se nevyhnuly snad žádnému místu – studentům se otevřela nová jídelna, modernizovány byly učebny i zázemí, výuka estetických věd našla své ateliéry v nové půdní nástavbě, škola dostala barvu cukrové vaty. Roku 1990 začala probíhat dvojjazyčná výuka. Roku 2002 maturovali první studenti osmiletého studia. V roce 2006 si režisér Tomáš Vorel vybral školní interiéry pro natáčení filmu Gympl, při kterém dokonce vznikly na chodbách barevné malby.
Ke škole patřilo v letech 2004–2014 i detašované pracoviště na Pošepného náměstí na Praze 11, ve kterém se soustřeďoval čtyřletý obor studia. Čtyřletý obor, nadále vyučovaný v hlavní budově, skončil v roce 2022.
V letech 1967 až 2018 zde vyučoval fyzikář Jaroslav Tejchman (bratr historika Miroslava Tejchmana), který se tak stal nejdéle působícím učitelem v historii školy. 28. března 2017 si studenti a pedagogové slavnostně připomněli 50. výročí jeho působení, při kterém dostal Tejchman jako symbolický dárek svoji kabinetní židli.

## Současnost

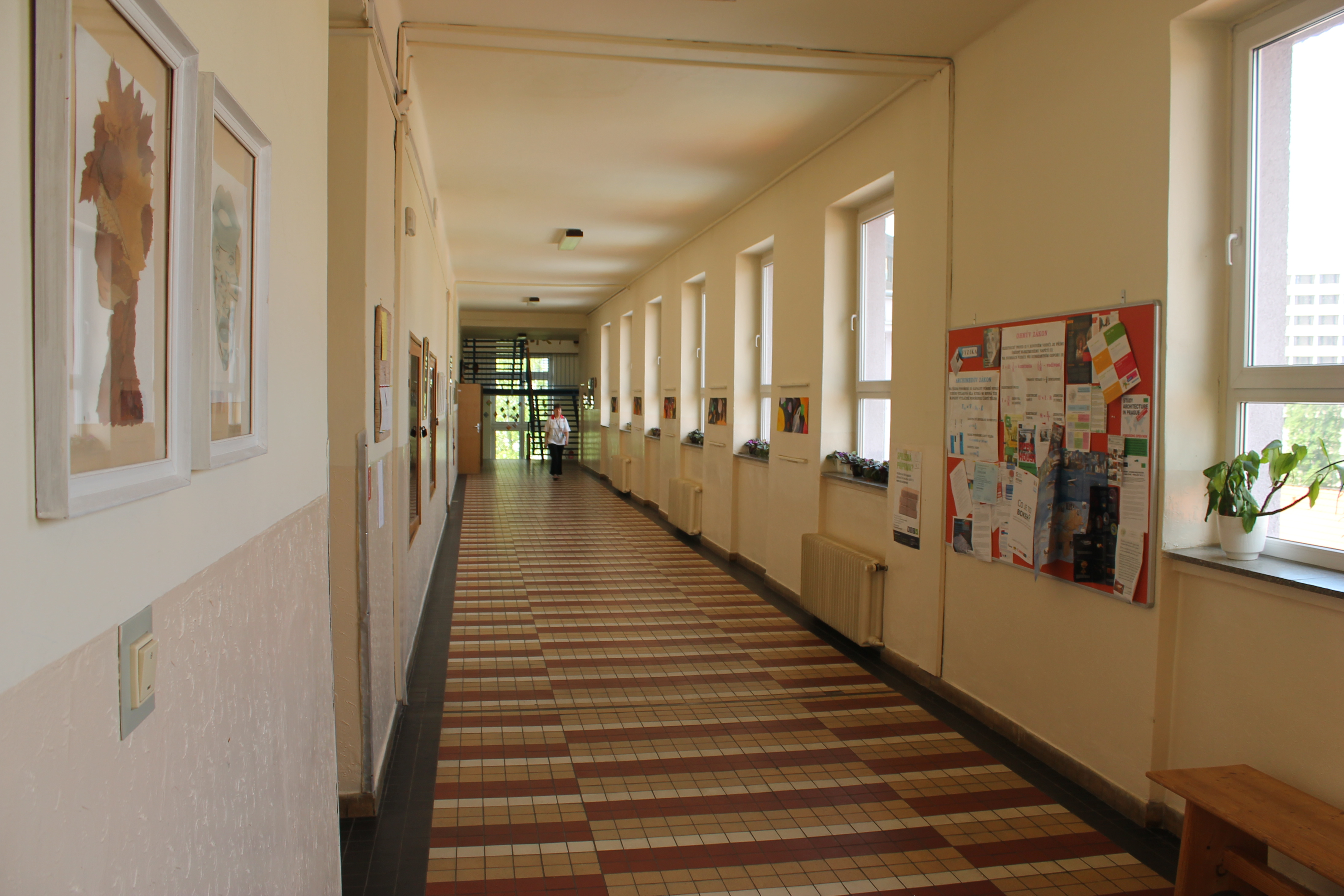
Chodba gymnázia

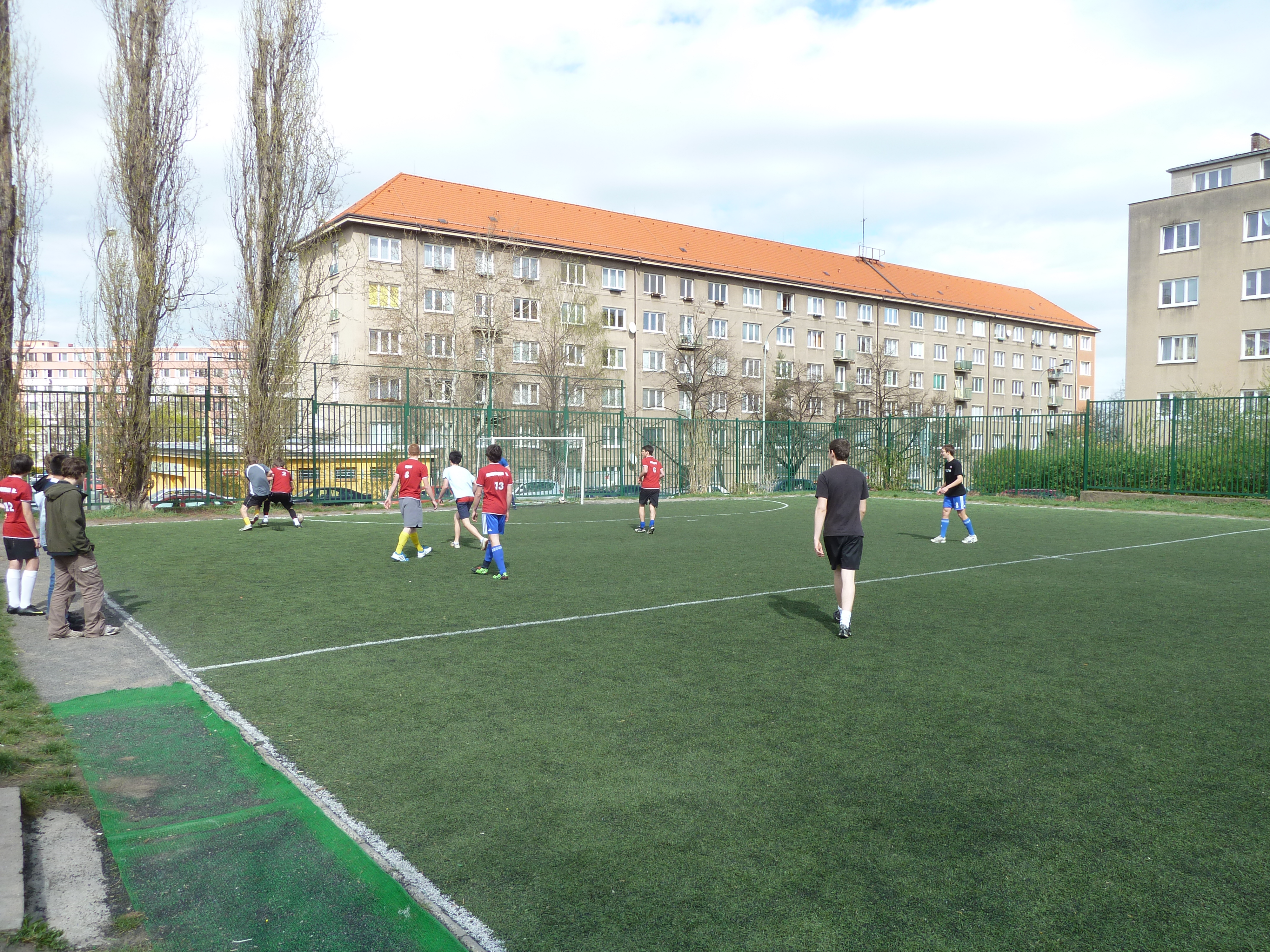
Zápas fotbalové GyBu ligy

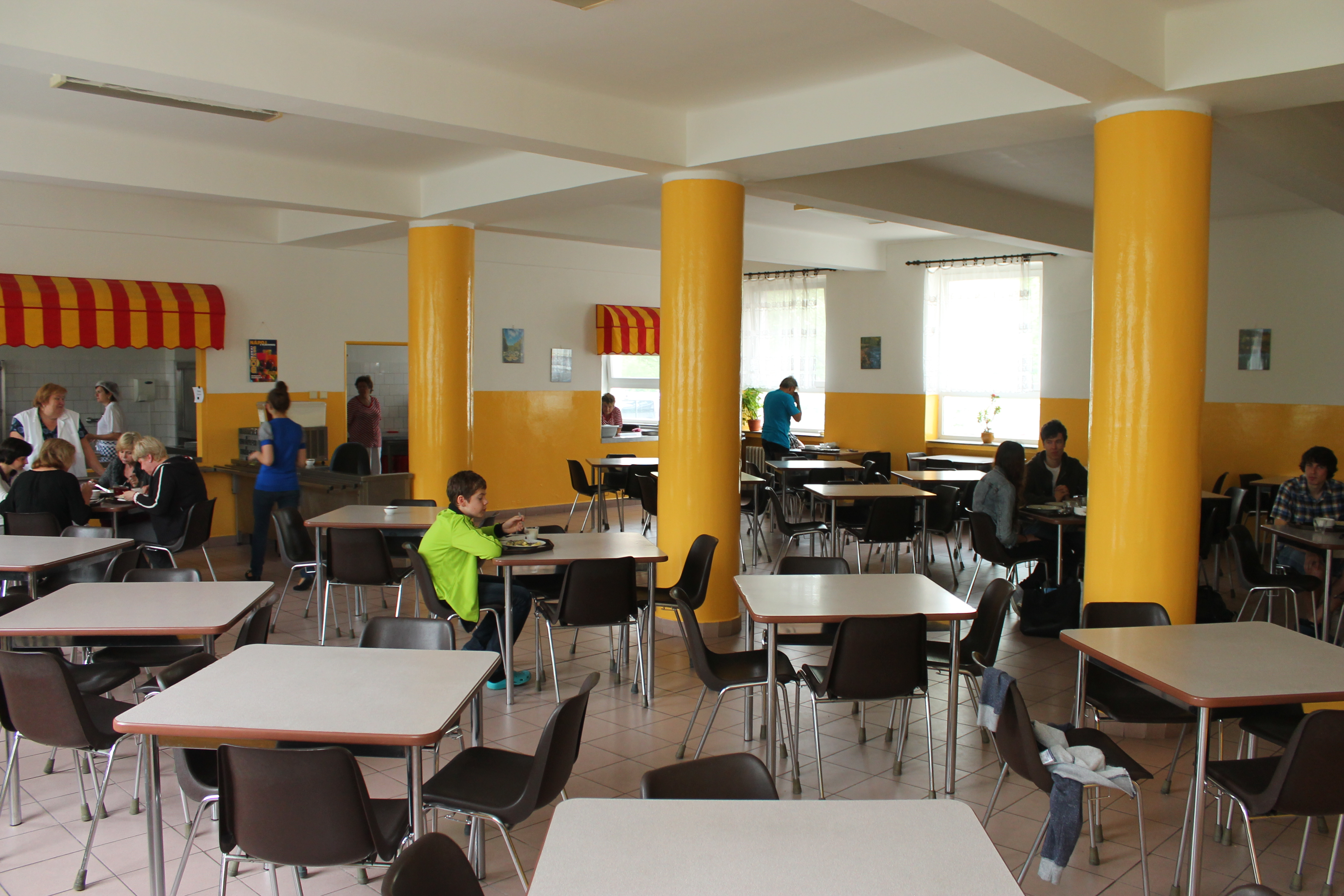
Školní jídelna

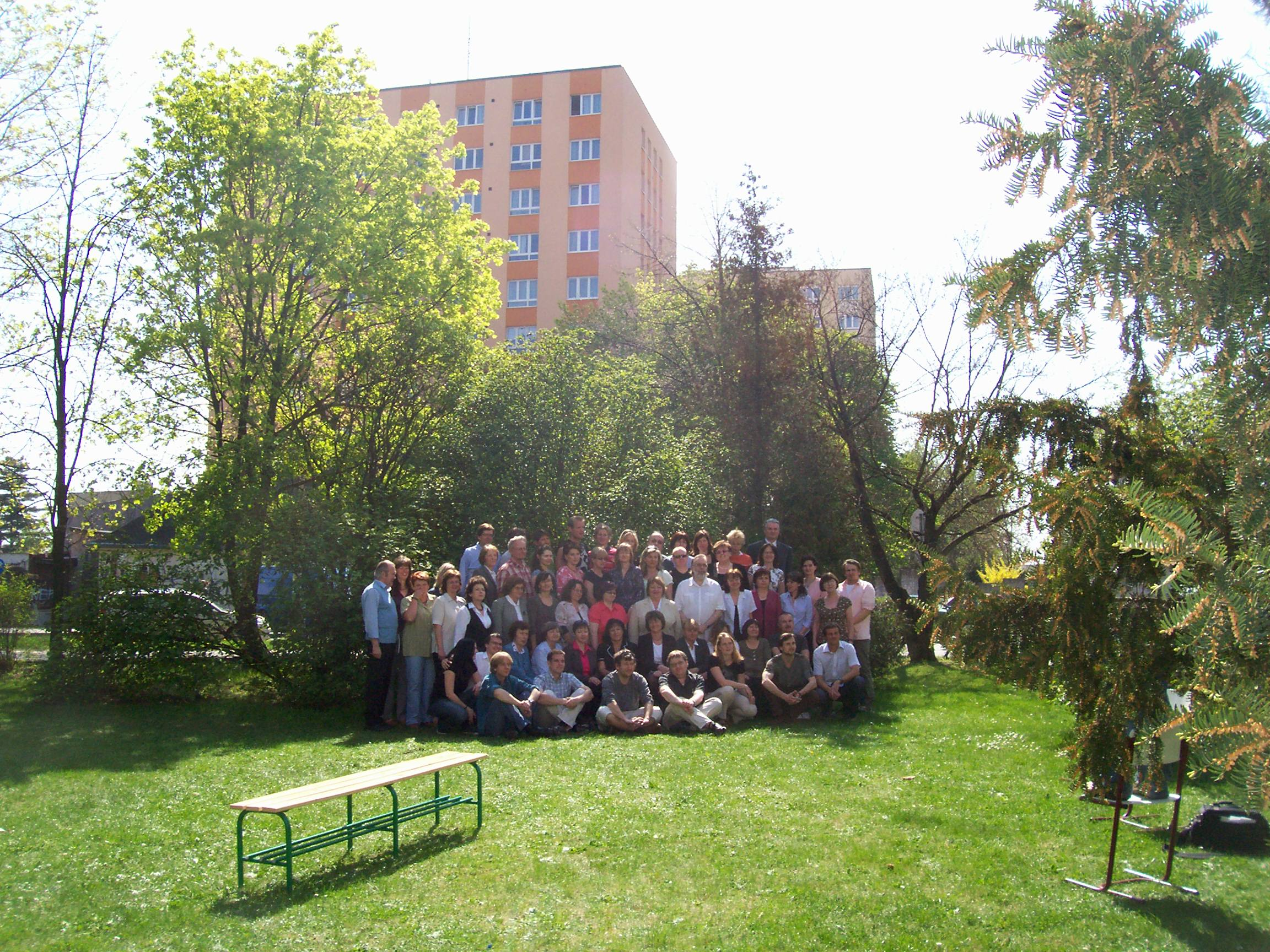
Pedagogický sbor v roce 2009

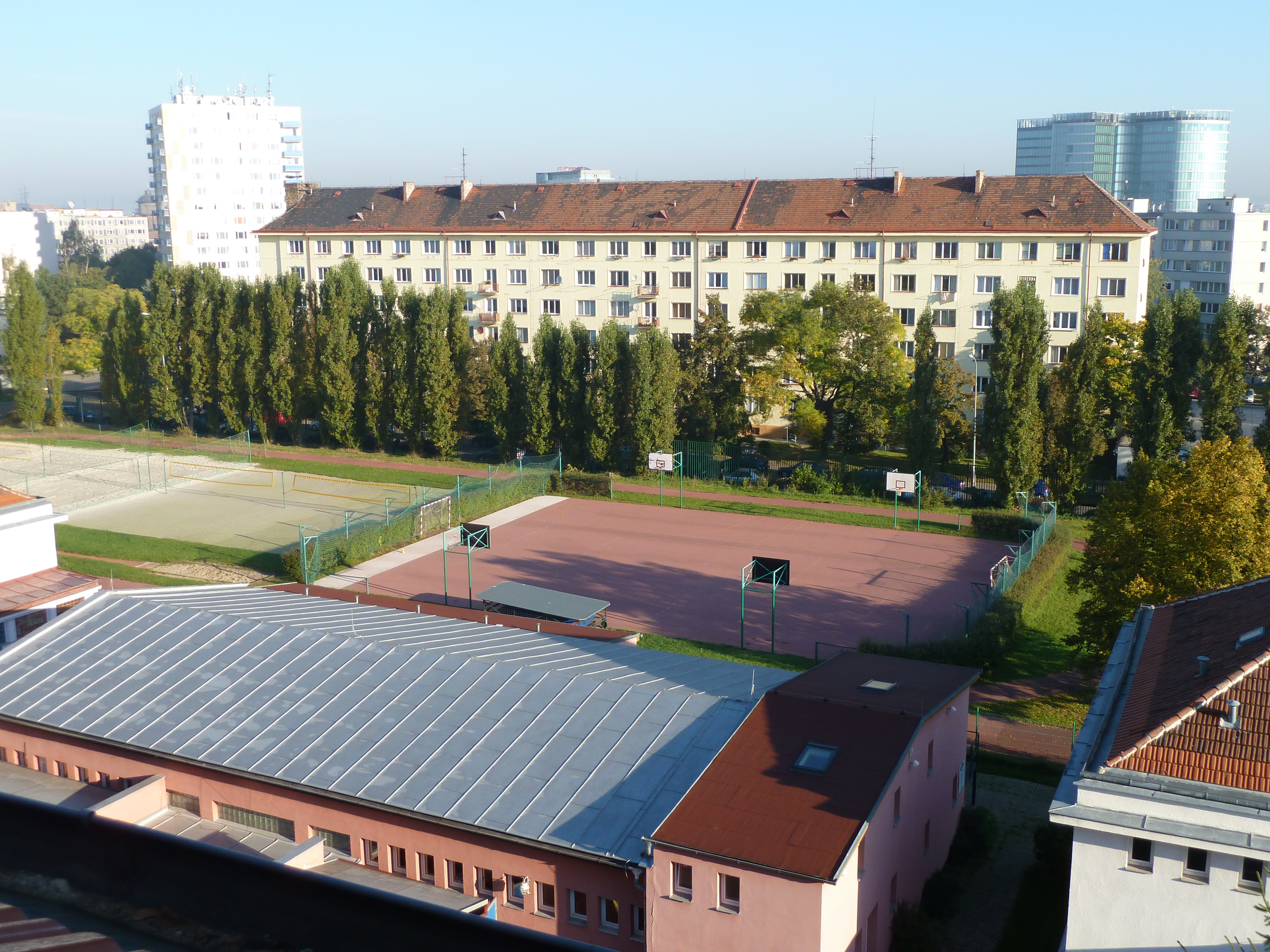
Pohled na školní sportovní zařízení

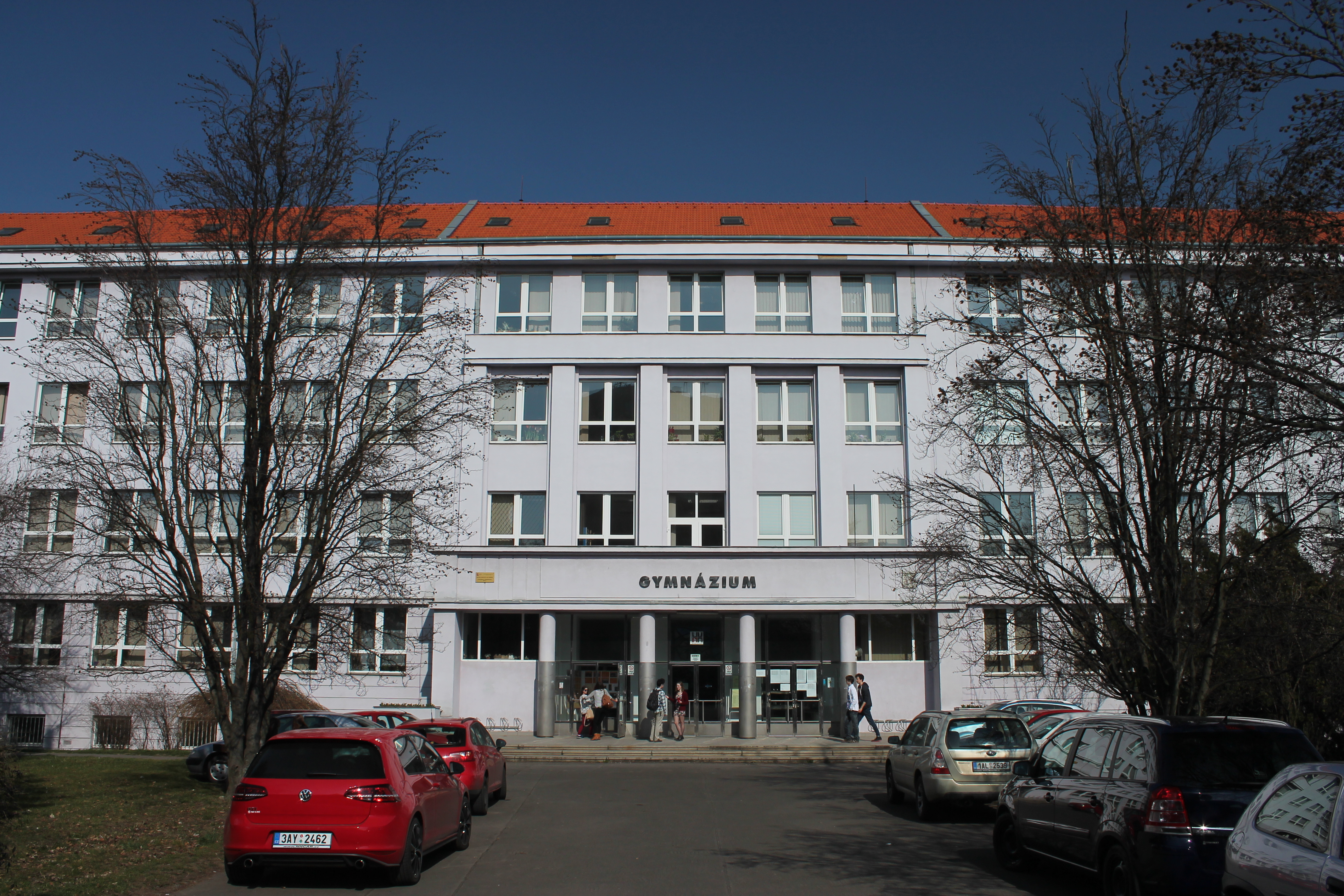
Průčelí gymnázia

Na škole probíhá výuka studijních oborů osmiletého všeobecného a šestiletého dvojjazyčného s vyučovacím jazykem českým a španělským. Pravidelně zde studuje kolem 630 studentů ve zhruba 23 třídách. Díky specializaci na španělský jazyk se škola stala prvním česko-španělským gymnáziem v České republice. Španělská sekce ročně organizuje přednášky, dobročinné akce či divadelní vystoupení.
Studentům se otevírají pěvecké, výtvarné, divadelní, sportovní a přírodovědné zájmové kroužky, lze navštívit i školního psychologa či knihovnu. Škola nabízí mnoho možností stravování (internetové objednávání obědů) a sportovního vyžití (sportovní areál, fitcentrum), stejně jako bezplatné bezdrátové internetové připojení. Během studia třídy absolvují výcvikové kurzy (Rakousko) i jazyko-poznávací zájezdy do cizích zemí (Spojené království, Irsko, Francie, Španělsko), výjimkou nejsou exkurze organizované v průběhu celého roku a výměnné pobyty (Španělsko, Mexiko). Studenti úspěšně reprezentují školu v mnohých jazykových i vědomostních olympiádách. Gymnázium v minulosti hostilo mnohé zajímavé návštěvy – veterány druhé světové války či indiánského vnuka cestovatele Alberta Vojtěcha Friče.
Škola pravidelně v lednu pořádá maturitní ples v paláci Lucerna, který je spojený s imatrikulací prvních ročníků. Sportovními událostmi jsou každoročně se konající fotbalová GyBu liga (od roku 2003) a Beach cup (od roku 2009), kulturní zážitky potom čekají studenty na pravidelných Filmových nocích. V roce 2012 studenti založili studentský parlament a časopis GyBeat. Na škole vychází informační týdeník BUTIG (Budějovický týdeník informací o gymnáziu).
Před školou se nalézá školní park s pomníkem obětem druhé světové války a Květnového povstání, který po sametové revoluci nahradil sochu barikádníka.

## Ředitelé
Řediteli a ředitelkami se stali:

### JSŠ Budějovická
| 1958–1959 | Boleslav Talpa |
| 1959–1961 | Josef Sobola   |

### SVVŠ Budějovická
| 1961–1969 | Ludmila Roháčková |
| 1969–1971 | Jarmila Pelcová   |

### Gymnázium Budějovická
| 1972–1985 | Jarmila Pelcová  |
| 1985–1989 | Anna Sklenářová  |
| 1989–2005 | Hana Jiráková    |
| 2005–2025 | Zdeňka Bednářová |
| 2025–     | Jan Jícha        |

## Známí absolventi
Absolventi známí svým působením:

### SVVŠ Budějovická
| 1964 | 3.C Petr Svojtka, herec 3.D Jiří Traxler, hudebník, scenárista, etnolog                                       |
| 1965 | 3.F Vítězslav Jandák, herec, politik, ministr kultury vlády Jiřího Paroubka                                   |
| 1966 | 3.A Bohumila Řimnáčová (Řešátková), sportovní gymnastka 3.C Jan Malíř, kameraman 3.E Marta Vančurová, herečka |
| 1967 | 3.C Pavel Soukup, herec 3. .. Pavel Fořt, kytarista[zdroj?]                                                   |
| 1968 | 3.B Richard Hindls, statistik, ekonom, rektor VŠE 3.E Martin Palouš, politik, pedagog, signatář Charty 77     |
| 1970 | 3.C Ladislav Lábus, architekt 3.E Vladimír Špidla, politik, bývalý premiér a eurokomisař                      |

### Gymnázium Budějovická
| 1973 | 4.A Petr Widimský, kardiolog, děkan 3. lékařské fakulty UK |
| 1976 | 4.D Tomáš Hanák, herec a moderátor |
| 1978 | 4.B David Prachař, herec 4.D Dušan Drbohlav, sociální geograf |
| 1979 | 4.A Rudy Linka, jazzový kytarista 4.B Vladimír Piskoř, překladatel 4.E Karel Kabele, profesor na fakultě stavební ČVUT, proděkan 4.E Jan Kohout, diplomat, ministr zahraničních věcí vlád Jana Fischera a Jiřího Rusnoka 4.E Pavel Mertlík, ekonom, ministr financí vlády Miloše Zemana 4.F Jaroslav Dušek, herec |
| 1980 | 4.C Martin Mrnka, novinář a manažer 4.E Martin Povejšil, diplomat |
| 1981 | 4.E Miloš Kužvart, geolog, ministr životního prostředí vlády Miloše Zemana 4.E Roman Čada, herec |
| 1982 | 4.A Jana Bobošíková (roz. Nováková), politička |
| 1984 | 4.A Eva Čížkovská, herečka |
| 1985 | 4.C Luděk Klusáček, fotbalista a trenér |
| 1986 | 4.? Lucie Ramnebornová, manažerka |
| 1989 | 4.A Tereza Maxová, modelka |
| 1990 | 4.D Martin Veselovský, televizní a rozhlasový moderátor |
| 1995 | 4.C Jiří Woitsch, etnolog a historik |
| 1996 | 4.E Jitka Šorfová (roz. Wallischová), choreografka, tanečnice |
| 1997 | 4.C Tomáš Poláček, redaktor časopisu Reportér |
| 1998 | 4.E Lukáš Berný, spisovatel a moderátor |
| 2004 | 8.B Igor Orozovič, herec a zpěvák |
| 2007 | 6.D Vojtěch Kotek, herec 6.D Markéta Děrgelová (roz. Frösslová), herečka |
| 2014 | 8.B Alžběta Zelingrová (roz. Baudyšová), curlerka |

Na škole rovněž studovaly herečky a sestry Eva Boušková a Jana Boušková, které studium nedokončily.

## Učebny

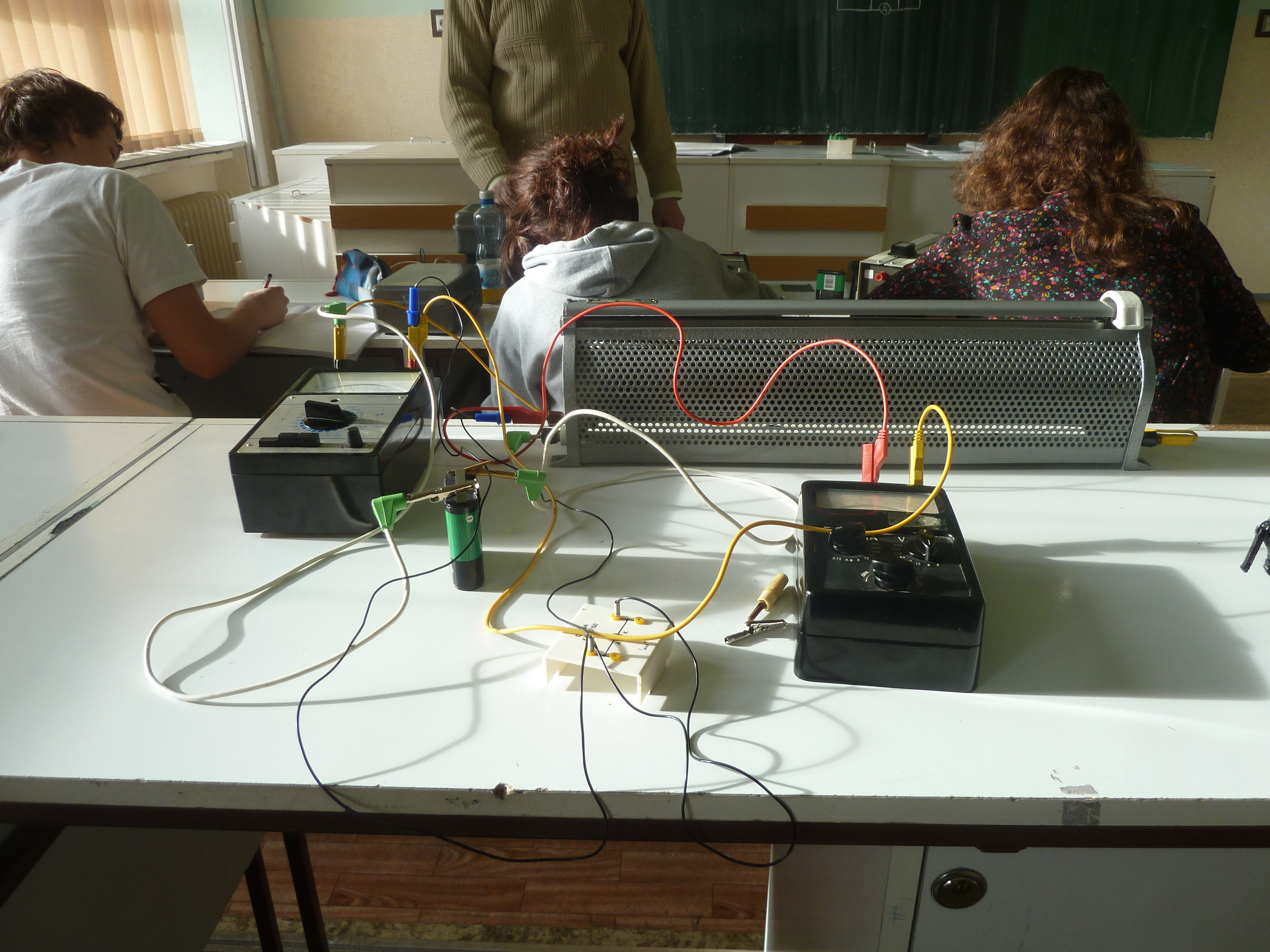
Fyzikální laboratoř (uč. č. 43)
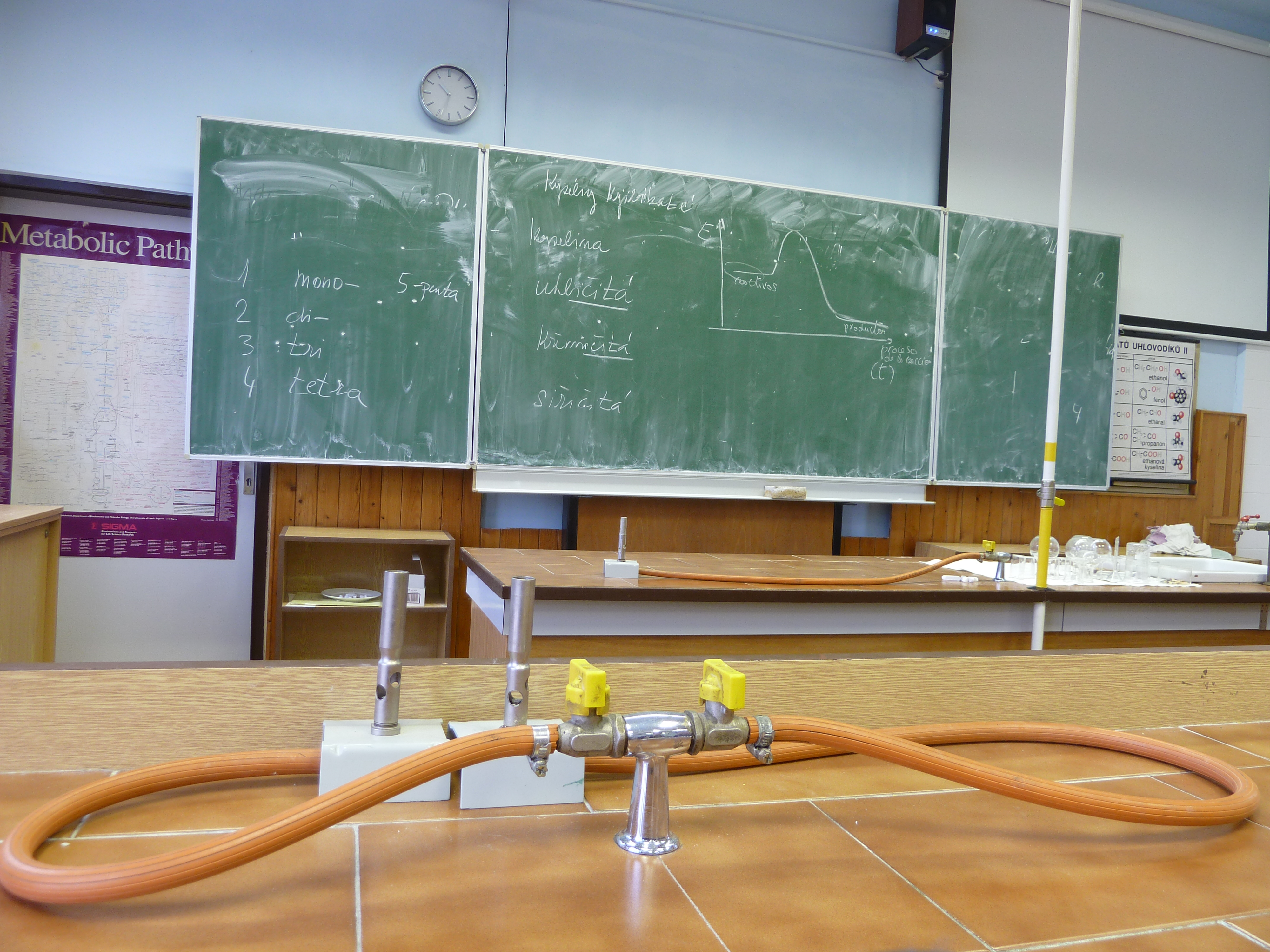
Chemická laboratoř (uč. č. 24)
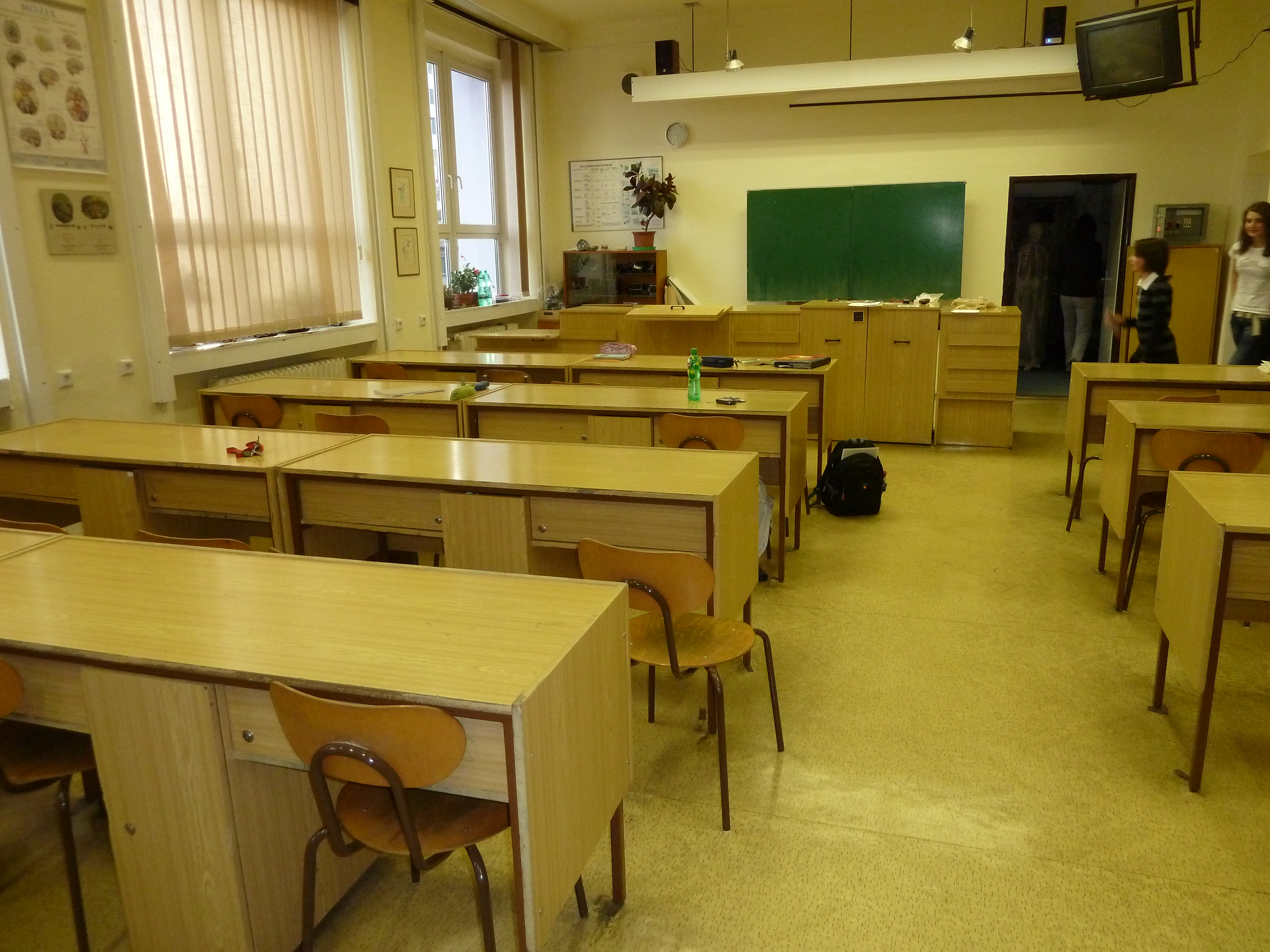
Učebna biologie (uč. č. 34)
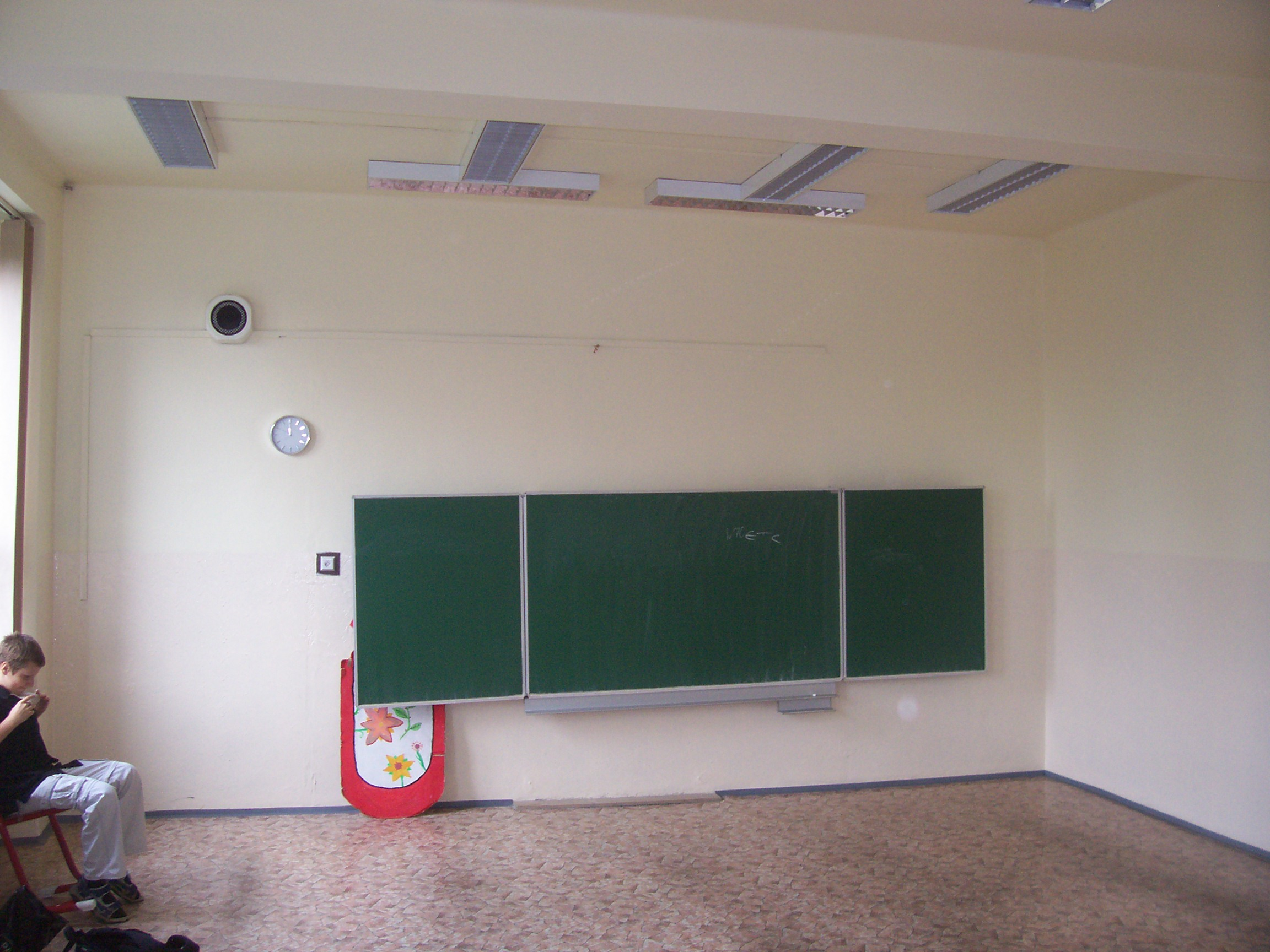
Běžná učebna č. 31
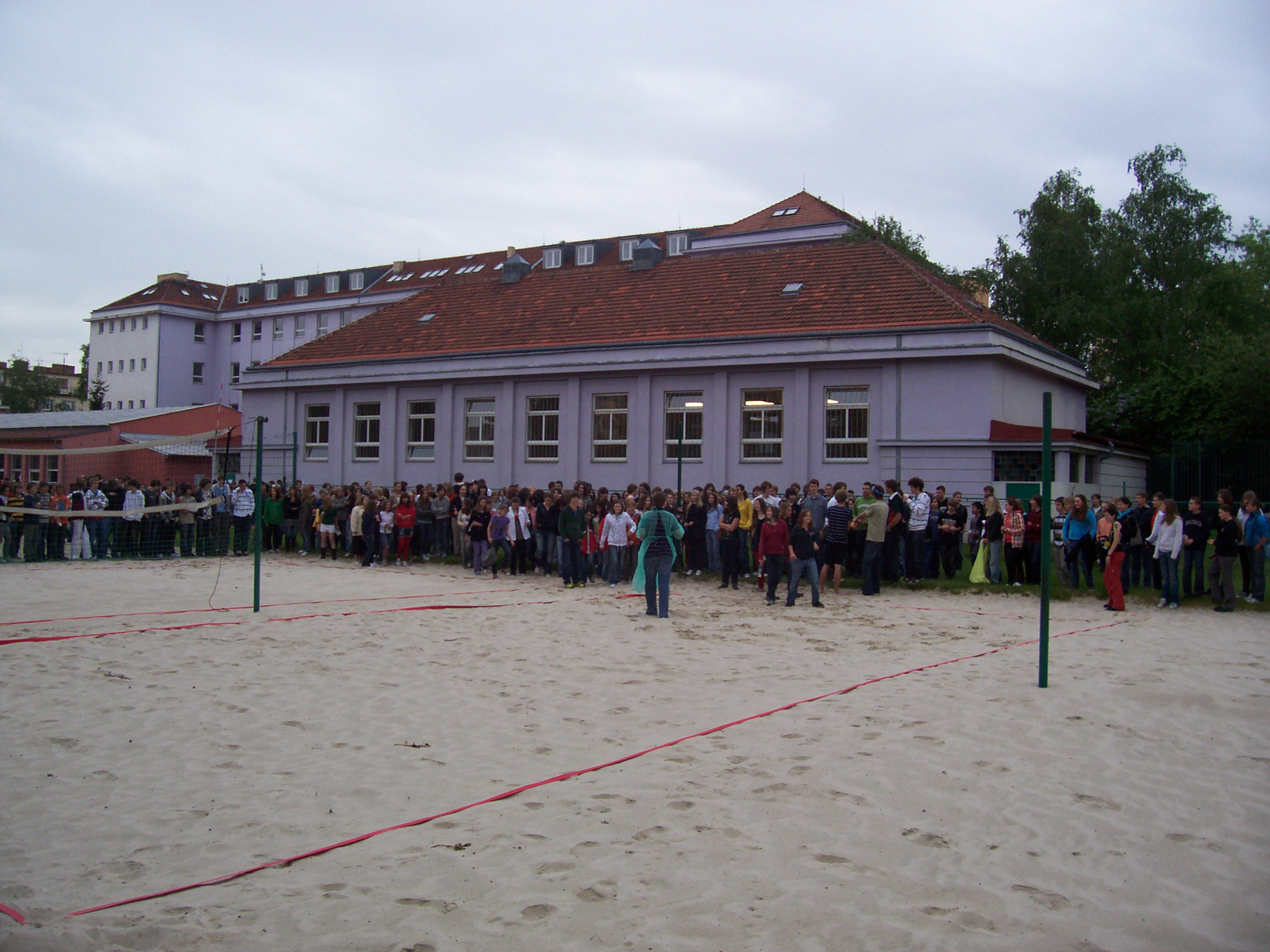
Beachvolejbalové hřiště během posledního zvonění
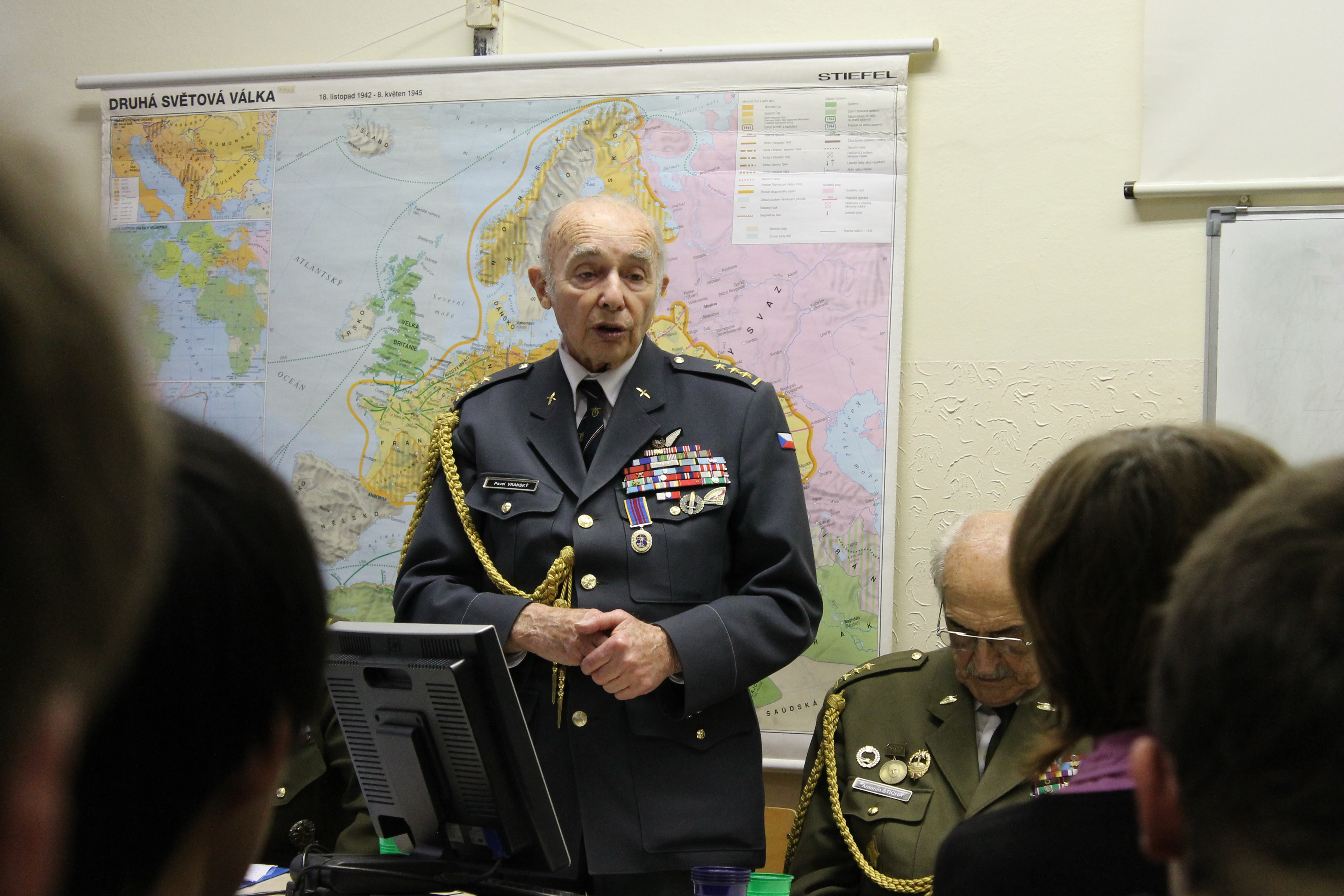
Beseda s válečným veteránem Pavlem Vranským